# Sajmir Dauti
Sajmir Dauti (né en 1944 à Tirana en Albanie) est un joueur de football albanais, qui évoluait au poste d'attaquant, avant de devenir ensuite entraîneur.

## Biographie

### Carrière de joueur
Il est meilleur buteur du championnat d'Albanie lors de la saison 1966-1967 avec 13 buts.

## Palmarès
Dinamo Tirana
- Championnat d'Albanie (2) :
  - Champion : 1960 et 1966-67.
  - Vice-champion : 1961, 1962-63 et 1963-64.
  - Meilleur buteur : 1966-67 (13 buts).

- Coupe d'Albanie (1) :
  - Vainqueur : 1960.